# Меркурій (корвет)
«Меркурій» — російський корвет із керованим ракетним озброєнням Військово-Морського Флоту Російської Федерації, п'ятий корабель проекту 20380, побудований на Північній верфі.
Призначений для патрулювання ближньої та далекої морської зони, а також для боротьби з надводними кораблями, підводними човнами та літаками супротивника. Може також підтримувати десант.

## Побудова
Закладено на Північній верфі 20 лютого 2015 року, отримавши назву «Ретливий».
Спущений на воду 12 березня 2020.
У квітні 2020 року було сформовано екіпаж корабля. На початку травня 2020 року екіпаж прибув для навчання до Санкт-Петербурга. Наприкінці 2020 року корвет вирушив на ходові випробування.
15 жовтня 2021 року ухвалено рішення про перейменування корвета, що звався «Ретивий», на «Меркурій», на честь історичного вітрильного корабля Чорноморського Флоту, що відзначився в російсько-турецькій війні 1828—1829 років.
Передача Чорноморському флоту було заплановано на кінець 2021, але пізніше було перенесено на 2022. 31 липня 2022 року корвет взяв участь у Головному військово-морському параді у Санкт-Петербурзі. Восени 2022 року з'явилася інформація про можливе введення корабля до ладу в першому кварталі 2023 року, але в березні було оголошено про перенесення термінів здачі на другий квартал.
13 травня 2023 року у місті Балтійську на кораблі піднято прапор ВМФ Росії.
Корабель планується використовувати у Середземному морі через перекриття Туреччиною протоки Босфор для російських військових кораблів.

## Конструкція

### Корпус
Корпус корабля виготовлений із спеціальних стелс-матеріалів, що дозволчє знизити помітність корабля. На кормі корабля розміщено ангар з палубою для вертольота Ка-27. Завдяки тому, що корпус корабля гладкопалубний, знижено опір води приблизно на 20%.

### Головна енергетична установка
Головна енергетична установка (ГЕУ) – двовальна дизельна. Установка включає 2 дизельні агрегати ДДА12 000, один у носовій частині корабля, інший у кормовій. Кожен дизельний агрегат включає по 2 дизельних двигуна 16Д49 OAO «Коломенський завод». Дальність плавання складає 4000 морських миль. Максимальна швидкість – 27 вузлів. Виробляють енергію 4 дизель-генератори 22-26ДГ по 630 кВт кожен.